# هنري جاكسون
هنري جاكسون (بالإنجليزية: Henry M. Jackson) (و. 1912 – 1983 م) هو سياسي، ومحام من الولايات المتحدة الأمريكية ولد في إيفريت.
تولى منصب عضو مجلس الشيوخ الأمريكي .وهو عضو في الحزب الديمقراطي الأمريكي .

## التعليم
تعلم في جامعة ستانفورد.

## جوائز
حصل على جوائز منها وسام الحرية الرئاسي.

## روابط خارجية
- هنري جاكسون على موقع الموسوعة البريطانية (الإنجليزية)
- هنري جاكسون على موقع مونزينجر (الألمانية)
- هنري جاكسون على موقع إن إن دي بي (الإنجليزية)